# Stárkov (zámek)
Stárkov je zámek ve stejnojmenném městě v okrese Náchod v Královéhradeckém kraji. Postaven byl okolo roku 1547 v letech 1681–1691 proběhla barokní přestavba. Zámek s parkem je chráněn jako kulturní památka.

## Historie
Renesanční zámek dal postavit Bernard Žehušický z Nestajova a Bernard Čertorejský z Čertorej, který zde od roku 1546 pobýval a zámek aktivně využíval. Roku 1673 zámek koupil Jan František Kaiserstein a v letech 1681 až 1691 zámek významně upravil do barokní podoby. Kaisersteinové byli posledním šlechtickým rodem, který toto panství vlastnil. Dlouhá staletí se o historickou budovu starali a zámek vzkvétal. Rodina jej prodala až v roce 1927 průmyslové rodině Pejskarů z Police nad Metují a jejich úpravy zámku zčásti zničily historický ráz stavby. Další přestavba na domov důchodců v tomto dále pokračovala. Dnes je zámek opět ve vlastnictví dědiců rodiny Pejskarů.

## Popis
Zámek je obdélná jednopatrová budova s mohutnými bočními rizality. Vnější fasády jsou členěny omítkovými rámy, v nichž jsou moderní okna. Místnosti v přízemí mají valené klenby, v patře ploché stropy. Ze zařízení se zachovala rokoková kachlová kamna v jídelně a dvě podobizny manželů Kokořovských od F. K. Bentuma z let 1715 a 1720.